# Dimorphocella moderna
Dimorphocella moderna är en mossdjursart som beskrevs av Hayward och Cook 1983. Dimorphocella moderna ingår i släktet Dimorphocella och familjen Adeonidae. Inga underarter finns listade i Catalogue of Life.